# Орпіково
Орпіково (пол. Orpikowo, нім. Seebach) — село в Польщі, у гміні Крушвиця Іновроцлавського повіту Куявсько-Поморського воєводства.
У 1975-1998 роках село належало до Бидгощського воєводства.